# Sintagma verbal
Se denomina sintagma verbal (SV) al tipo de sintagma o grupo de palabras cuyo núcleo (esto es, palabra de mayor jerarquía y relevancia y que, por lo tanto, define la naturaleza del sintagma resultante) es un verbo, del cual dependen una serie de complementos y adjuntos.
Los complementos, denominados más modernamente argumentos o valencias, se definen por ser exigidos por el significado del verbo, que completan y precisan. Los adjuntos son elementos opcionales no requeridos por el significado del verbo, pero que aportan información suplementaria sobre la acción verbal.
En el siguiente ejemplo se colocan entre corchetes los distintos argumentos que acompañan al verbo, núcleo del predicado verbal, ha enseñado, y solo en cursiva los adjuntos:
[Pedro] sí ha enseñado todos los viernes [gramática] complacido [a sus alumnos] en casa.
Los argumentos del ejemplo anterior serían los complementos estrictamente necesarios:
Pedro ha enseñado gramática a sus alumnos
El significado del verbo enseñar exige un sujeto que enseñe, algo que sea enseñado (el complemento directo) y unos alumnos a los que se enseñe (complemento indirecto), porque, si no, la construcción carecería de sentido. Estos serían los tres complementos argumentales del verbo enseñar.
En toda oración existe un orden jerárquico interno entre el verbo y todos los elementos que lo rodean; en primer lugar, los complementos necesarios para el significado del verbo y luego sus adjuntos, que son generalmente complementos circunstanciales. A su vez, los complementos y los adjuntos ordenan sus elementos interiores.

## El SV en la Gramática tradicional
De acuerdo con la gramática tradicional el sintagma verbal es el constituyente imprescindible, junto con el sujeto, para formar una construcción exocéntrica denominada oración gramatical. 
Y la función principal del sintagma verbal dentro de cada oración gramatical es la de constituir el predicado o comentario que se hace casi siempre sobre un sintagma nominal denominado sujeto, el cual viene a ser como el asunto o tema del comentario que hace el predicado. 
El sintagma verbal está formado imprescindiblemente por un verbo y además, por lo general, por una serie de complementos necesarios para su significado y construcción, los argumentos, que lo acompañan para aclararlo y precisarlo. Típicamente estos complementos, entre los que la gramática moderna incorpora incluso el propio sujeto, realizan las funciones de objeto directo, complemento indirecto, complemento de régimen (llamado antiguamente suplemento), complemento argumental, complemento agente (en el caso de la pasiva), o atributo (en el caso de que se trate de verbos copulativos).
Los adjuntos o complementos no imprescindibles para el significado son el complemento circunstancial y el complemento predicativo. 
Cada verbo necesita de un número concreto de complementos argumentales desde cero a cinco, que se llama valencia. Valencia cero tienen los verbos impersonales (llueve), una los que solo necesitan sujeto (Pedro brinca), dos los que exigen normalmente dos elementos, por lo general sujeto y complemento directo (Pedro rompió la escoba), tres los que exigen tres elementos, por lo general sujeto, complemento directo y complemento indirecto (Pedro enseñó gramática a sus alumnos), cuatro los que exigen cuatro elementos y cinco los que exigen cinco elementos (Esa cuenta le renta seis millones por año a plazo fijo).
Desde el punto de vista lógico el sintagma verbal hace la función de predicado monádico cuyo argumento será el sujeto. Desde un punto de vista sintáctico-semántico los predicados se clasifican en tres tipos diferentes:
- Predicado nominal: cuando el verbo es copulativo (ser, estar, parecer) y el núcleo se desplaza a ser un complemento necesario e imprescindible del mismo denominado atributo: "El niño estaba muy enfadado". Está formado, pues, por dos elementos mínimos: verbo copulativo y atributo. Este tipo de predicado no posee entre sus complementos (argumentos o valencias) posibles el de objeto directo, suplemento, complemento predicativo ni complemento agente, pero puede poseer todos los demás adjuntos: indirecto y circunstancial.
- Predicado verbal: cuando el verbo es predicativo (cualquier verbo que no sea copulativo ni pueda ser sustituido por copulativo y posea significado pleno: "El niño comió peras en mal estado". Este tipo de predicado puede poseer todos los tipos de complemento menos el atributo.
- Predicado mixto: cuando el verbo es semipredicativo o semicopulativo, que es lo mismo, y consecuentemente puede sustituirse por un verbo copulativo sin apenas modificación de su significado: "Paulina andaba muy tiquismiquis esa mañana". Lleva siempre un complemento predicativo.

## El SV en la Gramática generativa
En la teoría estándar, que fue el primer modelo de gramática generativa, el sintagma verbal se trataba de manera análoga a como se hace en la gramática tradicional y su relación con la oración se resumía en la regla de reescritura:

(1){\displaystyle {\mbox{O}}\to {\mbox{SN}}\ {\mbox{SV}}}

Más adelante se introdujo la inflexión (INFL) y se introdujo la posibilidad de oraciones introducidas por un complementador:

(2){\displaystyle {\mbox{O}}\to {\mbox{SN INFL SV}},\qquad {\mbox{O}}'\to {\mbox{Comp O}}}

Más adelante ya dentro del marco de principios y parámetros, la segunda colección de modelos de gramática generativa introducidos a partir de 1980, el sintagma verbal deja de considerarse como uno de los constituyentes principales de la oración. La oración pasa a ser considerada ahora una construcción endocéntrica cuyo núcleo sería una categoría funcional denominada "tiempo" o "inflexión". Esto permitió explicar convenientemente las propiedades de los verbos auxiliares (que contienen la inflexión de persona y tiempo pero no el significado) y similarmente de las perífrasis verbales. Al mismo tiempo se explicaba cómo había oraciones subordinadas que carecían de inflexión de tiempo como la subordinada de (3b):
(3a) Pedro quiere [que Juan duerma en el suelo]
(3b) Pedro quiere [ dormir en el suelo]
En (3a) existen los dos verbos finitos ocupan la posición de núcleo de inflexión, mientras que en (3b) el verbo quiere estaría en la posición de núcleo de inflexión, pero dormir en el suelo sería un sintagma verbal común en que el verbo es sólo núcleo del sintagma verbal pero no del sintagma de inflexión (al estar conjugado).
De acuerdo con este modelo generativo la estructura interna de las oraciones incluiría un sintagma verbal dominado por un sintagma de tiempo:
```
  SC(complementador) [=O']
 /  \
SX  C'
   / \
  Cº ST(tiempo) [=O]
     / \
    SN  T'
       / \
      Tº  SV

```

Donde SN sería en sintagma nominal sujeto, Cº la partícula que introduce una oración que podría no existir, SX sería un especificador del sintagma complemetante. Tº sería un verbo auxiliar o un verbo en forma finita, SV el sintagma verbal que en la gramática tradicional se identificaba con el predicado. Cada uno de estos sintagmas constituyentes además podía tener su propia estructura interna. En las oraciones con verbo auxiliar y verbo en forma no personal, el auxiliar ocuparía la posición Tº y el verbo no conjugado la de SV y cuando el verbo es finito y no existe auxiliar, el verbo se desplazaría a Tº quedando sus complementos en posición de SV regidos por la huella o traza dejada por el verbo al desplazarse.
Un ejemplo completo de oración con esta estructura sería:
¡Qué cosas que ha dicho el sacerdote!
Donde Qué cosas sería el SX, que sería Cº, el sacerdote sería el SN (nótese que el árbol anterior presupone una jerarquía no un orden de palabra), ha sería Tº y dicho sería el SV.